# ФК «Кубань» в сезоне 2023/2024
Сезон 2023/2024 — 6-й сезон для профессионального футбольного клуба «Кубань» под эгидой РФС, который клуб проводит в Первой лиге.

## Состав
| №  |             | Поз. | Имя                 | Год рождения |
| -- | ----------- | ---- | ------------------- | ------------ |
| 1  | Флаг России | Вр   | Юрий Нестеренко     | 1991         |
| 3  | Флаг России | Защ  | Ислам Жилов         | 1997         |
| 7  | Флаг России | ПЗ   | Азамат Гурфов       | 1994         |
| 8  | Флаг России | ПЗ   | Георгий Махатадзе   | 1998         |
| 9  | Флаг России | ПЗ   | Богдан Рейхмен      | 2002         |
| 10 | Флаг России | ПЗ   | Нури Абдоков        | 2000         |
| 17 | Флаг России | ПЗ   | Илья Мосейчук       | 2000         |
| 18 | Флаг России | ПЗ   | Аркадий Солоп       | 2003         |
| 19 | Флаг России | Защ  | Евгений Осипов      | 1986         |
| 20 | /           | ПЗ   | Оливье Кенфак       | 2005         |
| 21 | Флаг России | ПЗ   | Константин Кертанов | 1995         |
| 22 | Флаг России | ПЗ   | Никита Бакалюк      | 2001         |
| 23 | Флаг России | ПЗ   | Игорь Соколов       | 2002         |
| 24 | Флаг России | Вр   | Дмитрий Терновский  | 1994         |

| №  |             | Поз. | Имя               | Год рождения |
| -- | ----------- | ---- | ----------------- | ------------ |
| 28 | /           | Защ  | Азат Байрыев      | 1989         |
| 30 | Флаг России | Защ  | Сослан Таказов    | 1993         |
| 33 | Флаг России | Нап  | Данила Ежков      | 2001         |
| 36 | Флаг России | Нап  | Илья Грузнов      | 1997         |
| 37 | Флаг России | Защ  | Максим Веденеев   | 2004         |
| 38 | Флаг России | ПЗ   | Леон Мусаев       | 1999         |
| 56 | Флаг России | ПЗ   | Ленар Фаттахов    | 2003         |
| 70 | /           | ПЗ   | Гаррик Левин      | 2003         |
| 73 | Флаг России | ПЗ   | Альберт Шарипов   | 1993         |
| 77 | Флаг России | Защ  | Иван Темников     | 1989         |
| 87 | Флаг России | ПЗ   | Игорь Безденежных | 1996         |
| 90 | Флаг России | Нап  | Михаил Гайнов     | 2004         |
| 96 | Флаг России | Защ  | Александр Смирнов | 1996         |

## Руководство клуба
- Любомир Кантонистов — генеральный директор (до 14-го мая 2024)
- Дмитрий Кайгородов — технический директор
- Александр Плошник — советник генерального директора
- Александр Головинов — начальник команды
- Сергей Сасин — администратор команды
- Вацлав Ежов — заместитель генерального директора по безопасности
- Роман Жуков — специалист по работе с болельщиками
- Елена Желнина — пресс-атташе
- Клим Нигматуллин — пресс-атташе (до 6-го октября 2023)

## Тренерский штаб
- Роберт Евдокимов — главный тренер
- Олег Нечаев — тренер
- Евгений Варламов — тренер
- Вадим Евсеев — главный тренер (до 8 апреля 2024)
- Иван Дранников — тренер (до 8 апреля 2024)
- Сергей Томаров — тренер (до 8 апреля 2024)
- Александр Григорян — главный тренер (до 11 сентября 2023)
- Евгений Варламов — старший тренер (до 11 сентября 2023)
- Дмитрий Епифанов — тренер вратарей
- Владимир Марков — тренер-реабилитолог
- Кирилл Сердотецков — тренер-аналитик

## Медицинский штаб
- Павел Чёрненький — врач
- Иван Шипулин — массажист
- Константин Москалёв — врач (до 27 апреля 2024)
- Евгений Гудков — массажист (до 27 апреля 2024)
- Роман Арутюнов — массажист (до 27 апреля 2024)

## Трансферы

### Пришли в клуб
| #  | №  | Позиция | Игрок               | Откуда             | Сумма            | Дата             | Ссылка |
| -- | -- | ------- | ------------------- | ------------------ | ---------------- | ---------------- | ------ |
| 1  | 61 | ПЗ      | Вадим Карев         | Амкар              | Окончание аренды | 1 июля 2023      |        |
| 2  | 19 | Защ     | Евгений Осипов      | Шинник             | Свободный агент  | 1 июля 2023      |        |
| 3  | 24 | Вр      | Дмитрий Терновский  | Динамо (Махачкала) | Свободный агент  | 1 июля 2023      |        |
| 4  | 37 | Защ     | Максим Веденеев     | Спартак (Москва)   | Аренда           | 1 июля 2023      |        |
| 5  | 3  | Защ     | Ислам Жилов         | Аксу               | Свободный агент  | 1 июля 2023      |        |
| 5  | 17 | ПЗ      | Илья Мосейчук       | Ахмат              | Аренда           | 6 июля 2023      |        |
| 7  | 77 | Защ     | Иван Темников       | Уфа                | Свободный агент  | 7 июля 2023      |        |
| 8  | 70 | ПЗ      | / Гаррик Левин      | Чертаново          | Аренда           | 13 июля 2023     |        |
| 9  | 21 | ПЗ      | Константин Кертанов | Велес              | Свободный агент  | 15 июля 2023     |        |
| 10 | 9  | Нап     | Хасан Мамтов        | -                  | Свободный агент  | 15 июля 2023     |        |
| 11 | 20 | ПЗ      | / Оливье Кенфак     | Динамо-2 (Москва)  | Свободный агент  | 18 июля 2023     |        |
| 12 | 56 | ПЗ      | Ленар Фаттахов      | Рубин              | Свободный агент  | 3 августа 2023   |        |
| 13 | 22 | ПЗ      | Никита Бакалюк      | Спартак (Москва)   | Свободный агент  | 7 сентября 2023  |        |
| 14 | 36 | Нап     | Илья Грузнов        | Нефтехимик         | €6 000           | 11 сентября 2023 | [ 1 ]  |
| 15 | 9  | ПЗ      | Богдан Рейхмен      | Торпедо (Москва)   | Свободный агент  | 13 сентября 2023 |        |
| 16 | 73 | ПЗ      | Альберт Шарипов     | Пари НН            | Свободный агент  | 14 сентября 2023 |        |
| 17 | 33 | Нап     | Данила Ежков        | Сокол (Саратов)    | Свободный агент  | 19 января 2024   |        |
| 18 | 38 | ПЗ      | Леон Мусаев         | Рубин              | Аренда           | 31 января 2024   |        |
| 19 | 23 | ПЗ      | Игорь Соколов       | Строгино           | Аренда           | 31 января 2024   |        |
| 20 | 90 | Нап     | Михаил Гайнов       | ЦСКА-2 (Москва)    | Аренда           | 7 февраля 2024   |        |

### Ушли из клуба
| #  | №  | Позиция | Игрок              | Куда               | Сумма              | Дата             | Ссылка |
| -- | -- | ------- | ------------------ | ------------------ | ------------------ | ---------------- | ------ |
| 1  | 5  | Защ     | Александр Позняк   | Динамо (Минск)     | Окончание аренды   | 1 июля 2023      |        |
| 2  | 19 | ПЗ      | Илья Мосейчук      | Ахмат              | Окончание аренды   | 1 июля 2023      |        |
| 3  | 17 | Защ     | Илья Голосов       | Спартак (Москва)   | Окончание аренды   | 1 июля 2023      |        |
| 4  | 81 | Защ     | Максим Сидоров     | Оренбург           | Свободный агент    | 1 июля 2023      |        |
| 5  | 31 | Вр      | Сергей Ещенко      | Нефтехимик         | Свободный агент    | 1 июля 2023      |        |
| 6  | 13 | Защ     | Милош Стаменкович  | Младост (Лучани)   | Свободный агент    | 1 июля 2023      |        |
| 7  | 9  | Нап     | Артём Архипов      | Химки              | Свободный агент    | 1 июля 2023      |        |
| 8  | 91 | ПЗ      | Дзамболат Цаллагов | СКА-Хабаровск      | Свободный агент    | 1 июля 2023      |        |
| 9  | 77 | ПЗ      | Владимир Лобкарёв  | Амкал              | Свободный агент    | 1 июля 2023      |        |
| 10 | 2  | Защ     | Алексей Рыбин      | Металлург (Липецк) | Свободный агент    | 1 июля 2023      |        |
| 11 | 6  | ПЗ      | Даниил Родин       | Рубин              | €10 000            | 10 июля 2023     | [ 2 ]  |
| 12 | 21 | ПЗ      | Иван Репях         | Спартак (Тамбов)   | Свободный агент    | 15 июля 2023     |        |
| 13 | 61 | Нап     | Вадим Карев        | Сатурн             | Свободный агент    | 18 июля 2023     |        |
| 14 | 78 | ПЗ      | Александр Алёшин   | Жемчужина-Сочи     | Свободный агент    | 30 июля 2023     |        |
| 15 | 24 | Нап     | Андрей Шерешков    | 2Drots             | Свободный агент    | 2 августа 2023   |        |
| 16 | 99 | Нап     | Алексей Щёткин     |                    | Свободный агент    | 6 сентября 2023  |        |
| 17 | 11 | ПЗ      | Аслан Муталиев     | Амкар              | Свободный агент    | 8 сентября 2023  |        |
| 18 | 9  | Нап     | Хасан Мамтов       |                    | Завершение карьеры | 14 сентября 2023 |        |
| 19 | 55 | Нап     | Максим Лаук        | КАМАЗ              | Свободный агент    | 24 января 2024   |        |
| 20 | 92 | ПЗ      | / Валерий Чуперка  |                    | Свободный агент    | 22 февраля 2024  |        |

### Ушли в аренду
| # | № | Позиция | Игрок | Куда | Сумма | Начало | Конец | Ссылка |
| - | - | ------- | ----- | ---- | ----- | ------ | ----- | ------ |

## Статистика

### Игры и голы
| №.                                                            | Нац.          | Позиция | Игрок               | Всего   | Всего   | Первая лига | Первая лига | Кубок России | Кубок России |
| №.                                                            | Нац.          | Позиция | Игрок               | Игры    | Голы    | Игры        | Голы        | Игры         | Голы         |
| Вратари                                                       | Вратари       | Вратари | Вратари             | Вратари | Вратари | Вратари     | Вратари     | Вратари      | Вратари      |
| ------------------------------------------------------------- | ------------- | ------- | ------------------- | ------- | ------- | ----------- | ----------- | ------------ | ------------ |
| 1                                                             | Флаг России   | Вр      | Юрий Нестеренко     | 27      | -38     | 26+1        | -38         | 0+0          | -0           |
| 24                                                            | Флаг России   | Вр      | Дмитрий Терновский  | 9       | -14     | 8+0         | -13         | 1+0          | -1           |
| Защитники                                                     |               |         |                     |         |         |             |             |              |              |
| 3                                                             | Флаг России   | Защ     | Ислам Жилов         | 20      | 0       | 18+2        | 0           | 0+0          | 0            |
| 18                                                            | Флаг России   | Защ     | Аркадий Солоп       | 5       | 0       | 2+3         | 0           | 0+0          | 0            |
| 19                                                            | Флаг России   | Защ     | Евгений Осипов      | 21      | 1       | 20+1        | 1           | 0+0          | 0            |
| 28                                                            | Флаг России   | Защ     | Азат Байрыев        | 14      | 1       | 11+2        | 1           | 1+0          | 0            |
| 30                                                            | Флаг России   | Защ     | Сослан Таказов      | 21      | 0       | 17+3        | 0           | 1+0          | 0            |
| 37                                                            | Флаг России   | Защ     | Максим Веденеев     | 23      | 0       | 20+3        | 0           | 0+0          | 0            |
| 77                                                            | Флаг России   | Защ     | Иван Темников       | 25      | 0       | 20+5        | 0           | 0+0          | 0            |
| 96                                                            | Флаг России   | Защ     | Александр Смирнов   | 30      | 0       | 21+8        | 0           | 0+1          | 0            |
| Полузащитники                                                 |               |         |                     |         |         |             |             |              |              |
| 7                                                             | Флаг России   | ПЗ      | Азамат Гурфов       | 5       | 0       | 4+1         | 0           | 0+0          | 0            |
| 8                                                             | Флаг России   | ПЗ      | Георгий Махатадзе   | 25      | 0       | 19+6        | 0           | 0+0          | 0            |
| 9                                                             | Флаг России   | ПЗ      | Богдан Рейхмен      | 25      | 1       | 15+9        | 1           | 0+1          | 0            |
| 10                                                            | Флаг России   | ПЗ      | Нури Абдоков        | 25      | 3       | 13+11       | 3           | 0+1          | 0            |
| 17                                                            | Флаг России   | ПЗ      | Илья Мосейчук       | 22      | 2       | 13+8        | 2           | 1+0          | 0            |
| 20                                                            | Флаг Камеруна | ПЗ      | Оливье Кенфак       | 25      | 1       | 14+10       | 1           | 1+0          | 0            |
| 21                                                            | Флаг России   | ПЗ      | Константин Кертанов | 15      | 0       | 6+8         | 0           | 1+0          | 0            |
| 22                                                            | Флаг России   | ПЗ      | Никита Бакалюк      | 17      | 0       | 6+10        | 0           | 0+1          | 0            |
| 23                                                            | Флаг России   | ПЗ      | Игорь Соколов       | 3       | 0       | 1+2         | 0           | 0+0          | 0            |
| 38                                                            | Флаг России   | ПЗ      | Леон Мусаев         | 4       | 0       | 4+0         | 0           | 0+0          | 0            |
| 56                                                            | Флаг России   | ПЗ      | Ленар Фаттахов      | 22      | 0       | 14+7        | 0           | 1+0          | 0            |
| 70                                                            | Флаг России   | ПЗ      | Гаррик Левин        | 33      | 5       | 21+11       | 4           | 1+0          | 1            |
| 73                                                            | Флаг России   | ПЗ      | Альберт Шарипов     | 21      | 1       | 17+4        | 1           | 0+0          | 0            |
| 87                                                            | Флаг России   | ПЗ      | Игорь Безденежных   | 27      | 0       | 22+4        | 0           | 1+0          | 0            |
| Нападающие                                                    |               |         |                     |         |         |             |             |              |              |
| 33                                                            | Флаг России   | Нап     | Данила Ежков        | 14      | 0       | 7+7         | 0           | 0+0          | 0            |
| 36                                                            | Флаг России   | Нап     | Илья Грузнов        | 23      | 4       | 13+9        | 4           | 1+0          | 0            |
| 90                                                            | Флаг России   | Нап     | Михаил Гайнов       | 1       | 0       | 0+1         | 0           | 0+0          | 0            |
| Игроки, покинувшие команду или ушедшие в аренду в этом сезоне |               |         |                     |         |         |             |             |              |              |
| 9                                                             | Флаг России   | Нап     | Хасан Мамтов        | 2       | 0       | 0+2         | 0           | 0+0          | 0            |
| 11                                                            | Флаг России   | ПЗ      | Аслан Муталиев      | 6       | 0       | 1+5         | 0           | 0+0          | 0            |
| 55                                                            | Флаг России   | Нап     | Максим Лаук         | 19      | 1       | 11+7        | 1           | 0+1          | 0            |
| 92                                                            | Флаг России   | ПЗ      | Валерий Чуперка     | 18      | 1       | 10+7        | 1           | 1+0          | 0            |

### Дисциплинарные показатели
В статистику включены только официальные матчи.
| Номер                                                           | Страна        | Позиция | Игрок              | Первая лига  | Первая лига                   | Первая лига | Кубок России | Кубок России                  | Кубок России | Итого        | Итого                         | Итого    |
| Номер                                                           | Страна        | Позиция | Игрок              | Предупреждён | Yellow card · Yellow-red card | Red card    | Предупреждён | Yellow card · Yellow-red card | Red card     | Предупреждён | Yellow card · Yellow-red card | Red card |
| Вратари                                                         | Вратари       | Вратари | Вратари            | Вратари      | Вратари                       | Вратари     | Вратари      | Вратари                       | Вратари      | Вратари      | Вратари                       | Вратари  |
| --------------------------------------------------------------- | ------------- | ------- | ------------------ | ------------ | ----------------------------- | ----------- | ------------ | ----------------------------- | ------------ | ------------ | ----------------------------- | -------- |
| 1                                                               | Флаг России   | Вр      | Юрий Нестеренко    | 1            | 0                             | 0           | 0            | 0                             | 0            | 1            | 0                             | 0        |
| 24                                                              | Флаг России   | Вр      | Дмитрий Терновский | 1            | 0                             | 1           | 0            | 0                             | 0            | 1            | 0                             | 1        |
| Защитники                                                       |               |         |                    |              |                               |             |              |                               |              |              |                               |          |
| 3                                                               | Флаг России   | Защ     | Ислам Жилов        | 1            | 0                             | 0           | 0            | 0                             | 0            | 1            | 0                             | 0        |
| 19                                                              | Флаг России   | Защ     | Евгений Осипов     | 4            | 0                             | 2           | 0            | 0                             | 0            | 4            | 0                             | 2        |
| 28                                                              | Флаг России   | Защ     | Азат Байрыев       | 2            | 0                             | 0           | 0            | 0                             | 0            | 2            | 0                             | 0        |
| 30                                                              | Флаг России   | Защ     | Сослан Таказов     | 4            | 0                             | 0           | 0            | 0                             | 0            | 4            | 0                             | 0        |
| 37                                                              | Флаг России   | Защ     | Максим Веденеев    | 4            | 0                             | 0           | 0            | 0                             | 0            | 4            | 0                             | 0        |
| 77                                                              | Флаг России   | Защ     | Иван Темников      | 6            | 0                             | 0           | 0            | 0                             | 0            | 6            | 0                             | 0        |
| 96                                                              | Флаг России   | Защ     | Александр Смирнов  | 4            | 0                             | 0           | 1            | 0                             | 0            | 5            | 0                             | 0        |
| Полузащитники                                                   |               |         |                    |              |                               |             |              |                               |              |              |                               |          |
| 8                                                               | Флаг России   | ПЗ      | Георгий Махатадзе  | 4            | 0                             | 0           | 0            | 0                             | 0            | 4            | 0                             | 0        |
| 9                                                               | Флаг России   | ПЗ      | Богдан Рейхмен     | 3            | 0                             | 0           | 1            | 0                             | 0            | 4            | 0                             | 0        |
| 10                                                              | Флаг России   | ПЗ      | Нури Абдоков       | 2            | 0                             | 0           | 0            | 0                             | 0            | 2            | 0                             | 0        |
| 11                                                              | Флаг России   | ПЗ      | Иван Темников      | 1            | 0                             | 0           | 0            | 0                             | 0            | 1            | 0                             | 0        |
| 17                                                              | Флаг России   | ПЗ      | Илья Мосейчук      | 3            | 0                             | 0           | 0            | 0                             | 0            | 3            | 0                             | 0        |
| 20                                                              | Флаг Камеруна | ПЗ      | Оливье Кенфак      | 3            | 0                             | 0           | 0            | 0                             | 0            | 3            | 0                             | 0        |
| 22                                                              | Флаг России   | ПЗ      | Никита Бакалюк     | 1            | 0                             | 0           | 0            | 0                             | 0            | 1            | 0                             | 0        |
| 38                                                              | Флаг России   | ПЗ      | Леон Мусаев        | 2            | 0                             | 0           | 0            | 0                             | 0            | 2            | 0                             | 0        |
| 56                                                              | Флаг России   | ПЗ      | Ленар Фаттахов     | 3            | 1                             | 0           | 0            | 0                             | 0            | 2            | 1                             | 0        |
| 70                                                              | Флаг России   | ПЗ      | Гаррик Левин       | 5            | 0                             | 0           | 0            | 0                             | 0            | 5            | 0                             | 0        |
| 73                                                              | Флаг России   | ПЗ      | Альберт Шарипов    | 2            | 0                             | 0           | 0            | 0                             | 0            | 2            | 0                             | 0        |
| 87                                                              | Флаг России   | ПЗ      | Игорь Безденежных  | 7            | 0                             | 0           | 0            | 0                             | 0            | 7            | 0                             | 0        |
| Нападающие                                                      |               |         |                    |              |                               |             |              |                               |              |              |                               |          |
| 36                                                              | Флаг России   | Нап     | Илья Грузнов       | 1            | 0                             | 0           | 0            | 0                             | 0            | 1            | 0                             | 0        |
| Игроки, покинувшие команду или ушедшие в аренду по ходу сезона: |               |         |                    |              |                               |             |              |                               |              |              |                               |          |
| 55                                                              | Флаг России   | Нап     | Максим Лаук        | 1            | 0                             | 0           | 0            | 0                             | 0            | 1            | 0                             | 0        |
| 92                                                              | Флаг России   | ПЗ      | Валерий Чуперка    | 3            | 0                             | 0           | 0            | 0                             | 0            | 3            | 0                             | 0        |
| Всего                                                           | Всего         | Всего   | Всего              | 68           | 1                             | 3           | 2            | 0                             | 0            | 70           | 1                             | 3        |

### Бомбардиры
Включает в себя все официальные игры. Список отсортирован по итоговому результату.
| Позиция      | Национальность | Номер | Имя             | Первая лига | Кубок | Итого |
| ------------ | -------------- | ----- | --------------- | ----------- | ----- | ----- |
| Полузащитник | Россия         | 70    | Гаррик Левин    | 4           | 1     | 5     |
| Нападающий   | Россия         | 36    | Илья Грузнов    | 4           | 0     | 4     |
| Полузащитник | Россия         | 10    | Нури Абдоков    | 3           | 0     | 3     |
| Полузащитник | Россия         | 17    | Илья Мосейчук   | 2           | 0     | 2     |
| Нападающий   | Россия         | 55    | Максим Лаук     | 1           | 0     | 1     |
| Полузащитник | Россия         | 9     | Богдан Рейхмен  | 1           | 0     | 1     |
| Полузащитник | Камерун        | 20    | Оливье Кенфак   | 1           | 0     | 1     |
| Полузащитник | Россия         | 92    | Валерий Чуперка | 1           | 0     | 1     |
| Защитник     | Россия         | 28    | Азат Байрыев    | 1           | 0     | 1     |
| Полузащитник | Россия         | 73    | Альберт Шарипов | 1           | 0     | 1     |
| Защитник     | Россия         | 19    | Евгений Осипов  | 1           | 0     | 1     |
|              |                |       | Автоголы        |             |       |       |

### Голевые передачи
Включает в себя все официальные игры. Список отсортирован по итоговому результату.
| Позиция      | Национальность | Номер | Имя               | Первая лига | Кубок | Итого |
| ------------ | -------------- | ----- | ----------------- | ----------- | ----- | ----- |
| Защитник     | Россия         | 96    | Александр Смирнов | 4           | 0     | 4     |
| Полузащитник | Россия         | 10    | Нури Абдоков      | 3           | 0     | 3     |
| Полузащитник | Россия         | 92    | Валерий Чуперка   | 2           | 0     | 2     |
| Полузащитник | Россия         | 7     | Азамат Гурфов     | 1           | 0     | 1     |
| Полузащитник | Россия         | 17    | Илья Мосейчук     | 1           | 0     | 1     |
| Полузащитник | Россия         | 8     | Георгий Махатадзе | 1           | 0     | 1     |
| Защитник     | Россия         | 3     | Ислам Жилов       | 1           | 0     | 1     |
| Защитник     | Россия         | 11    | Иван Темников     | 1           | 0     | 1     |
| Полузащитник | Россия         | 9     | Богдан Рейхмен    | 1           | 0     | 1     |

### «Сухие» матчи
Включает в себя все официальные игры. Список отсортирован по итоговому результату.
| Позиция | Национальность | Номер | Имя                | Первая лига | Кубок | Итого |
| ------- | -------------- | ----- | ------------------ | ----------- | ----- | ----- |
| Вратарь | Россия         | 1     | Юрий Нестеренко    | 4           | 0     | 4     |
| Вратарь | Россия         | 24    | Дмитрий Терновский | 2           | 0     | 2     |

### Пенальти
В статистику включены только официальные матчи.
| Позиция      | Национальность | Номер | Игрок          | Дата             | Соревнование | Соперник | Статус |
| ------------ | -------------- | ----- | -------------- | ---------------- | ------------ | -------- | ------ |
| Полузащитник | Россия         | 10    | Нури Абдоков   | 23 июля 2023     | Первая лига  | КАМАЗ    | Промах |
| Полузащитник | Россия         | 10    | Нури Абдоков   | 6 августа 2023   | Первая лига  | Волгарь  | Забит  |
| Полузащитник | Россия         | 10    | Нури Абдоков   | 27 сентября 2023 | Кубок России | Амкар    | Забит  |
| Полузащитник | Россия         | 70    | Гаррик Левин   | 27 сентября 2023 | Кубок России | Амкар    | Промах |
| Полузащитник | Россия         | 9     | Богдан Рейхмен | 27 сентября 2023 | Кубок России | Амкар    | Забит  |
| Полузащитник | Россия         | 17    | Илья Мосейчук  | 27 сентября 2023 | Кубок России | Амкар    | Промах |

### Общая статистика
В данной таблице не учитываются результаты товарищеских матчей.
| Сыграно матчей                        | 35 (34 — Первая лига, 1 — Кубок России)                                                                      |
| Победы                                | 5 (5 — Первая лига, 0 — Кубок России)                                                                        |
| Ничьи                                 | 9 (8 — Первая лига, 1 — Кубок России)                                                                        |
| Поражения                             | 21 (21 — Первая лига, 0 — Кубок России)                                                                      |
| Забито мячей                          | 21 (20 — Первая лига, 1 — Кубок России)                                                                      |
| Пропущено мячей                       | 54 (53 — Первая лига, 1 — Кубок России)                                                                      |
| Разница мячей                         | -33 |
| Матчей на ноль                        | 5 (5 — Первая лига, 0 — Кубок России)                                                                        |
| Желтых карточек                       | 70 (2 за игру)                                                                                               |
| Удаления                              | 4 (0,11 за игру)                                                                                             |
| Худшая дисциплина                     | Игорь Безденежных: — 7; — 0; — 0                                                                             |
| Лучший счёт                           | 2:0 (Д) против «Волгаря» — Первая лига, 6 августа 2023 3:1 (В) против «Сокола» — Первая лига, 25 ноября 2023 |
| Худший счёт                           | 0:6 (В) против «Акрона» — Первая лига, 20 апреля 2024                                                        |
| Наибольшее число матчей без поражений | 2 (Первая лига — 4-5 туры) (Первая лига — 13-14 туры) (Первая лига — 16-17 туры) (Первая лига — 19-20 туры)  |
| Наибольшее число поражений            | 5 (Первая лига — 31-34 туры)                                                                                 |
| Наибольшее число матчей               | Гаррик Левин - 33 матчей                                                                                     |
| Лучший бомбардир                      | Гаррик Левин - 5 голов                                                                                       |
| Лучший ассистент                      | Александр Смирнов - 4 голевых передачи                                                                       |

## Соревнования
| Соревнование           | Первый матч      | Последний матч   | Раунд-начало          | Итог выступления      | Статистика выступлений | Статистика выступлений | Статистика выступлений | Статистика выступлений | Статистика выступлений | Статистика выступлений | Статистика выступлений | Статистика выступлений | Ссылка |
| Соревнование           | Первый матч      | Последний матч   | Раунд-начало          | Итог выступления      | И                      | В                      | Н                      | П                      | ГЗ                     | ГП                     | РМ                     | В%                     | Ссылка |
| ---------------------- | ---------------- | ---------------- | --------------------- | --------------------- | ---------------------- | ---------------------- | ---------------------- | ---------------------- | ---------------------- | ---------------------- | ---------------------- | ---------------------- | ------ |
| Первая лига            | 16 июля 2023     | 25 мая 2024      | 1 тур                 | 18-е место            | 34                     | 5                      | 8                      | 21                     | 20                     | 53                     | −33                    | 014,71                 |        |
| Кубок России           | 27 сентября 2023 | 27 сентября 2023 | 4 раунд - 1/32 финала | 4 раунд - 1/32 финала | 1                      | 0                      | 1                      | 0                      | 1                      | 1                      | +0                     | 000,00                 |        |
| Всего                  | Всего            | Всего            | Всего                 | Всего                 | 35                     | 5                      | 9                      | 21                     | 21                     | 54                     | −33                    | 014,29                 |        |
| Обновлено: 25 мая 2024 |                  |                  |                       |                       |                        |                        |                        |                        |                        |                        |                        |                        |        |

## Первая лига России по футболу 2023/2024

### Турнирная таблица
| Поз | Команда     | И  | В  | Н  | П  | МЗ | МП | РМ  | О  | Повышение, квалификация или выбывание    |
| --- | ----------- | -- | -- | -- | -- | -- | -- | --- | -- | ---------------------------------------- |
| 14  | Сокол       | 34 | 10 | 8  | 16 | 32 | 53 | −21 | 38 |                                          |
| 15  | Черноморец  | 34 | 7  | 14 | 13 | 30 | 38 | −8  | 35 |                                          |
| 16  | Ленинградец | 34 | 8  | 10 | 16 | 27 | 44 | −17 | 34 | Вылет в Дивизион «А» Второй лиги 2024/25 |
| 17  | Волгарь     | 34 | 7  | 13 | 14 | 29 | 44 | −15 | 34 | Вылет в Дивизион «А» Второй лиги 2024/25 |
| 18  | Кубань      | 34 | 5  | 8  | 21 | 20 | 53 | −33 | 23 | Вылет в Дивизион «А» Второй лиги 2024/25 |

Пункт 3.5. В случае равенства очков в Соревновании у 2 (двух) Команд их места в текущей и итоговой турнирной таблице Соревнования определяются по следующим показателям последовательно в указанном порядке:
1) число набранных очков в Матчах между собой;
2) разность забитых и пропущенных мячей в Матчах между собой;
3) по наибольшему числу мячей, забитых в гостевых Матчах между собой;
4) по наибольшему числу побед во всех Матчах;
5) по лучшей разности забитых и пропущенных мячей во всех Матчах;
6) по наибольшему числу забитых мячей во всех Матчах;
7) по наибольшему числу побед во всех гостевых Матчах;
8) по наибольшему числу мячей, забитых во всех гостевых Матчах;
9) по меньшему количеству дисциплинарных очков с учётом только жёлтых и красных карточек, полученных игроками Команды в Матчах Соревнования (красная карточка = 3 очка, жёлтая карточка = 1 очко, удаление за две жёлтые карточки в одном матче = 3 очка);
10) по жребию.
Пункт 3.5.1. В случае равенства очков в Соревновании у 3 (трех) и более Команд, которые сыграли между собой равное количество Матчей, их места в текущей и итоговой турнирной таблице Соревнования определяются по следующим показателям последовательно в указанном порядке:
1) число набранных очков в Матчах между собой;
2) число побед в Матчах между собой;
3) разность забитых и пропущенных мячей в Матчах между собой;
4) число забитых мячей в Матчах между собой;
5) по наибольшему числу мячей, забитых в гостевых Матчах между собой;
6) по наибольшему числу побед во всех Матчах;
7) по лучшей разности забитых и пропущенных мячей во всех Матчах;
8) по наибольшему числу забитых мячей во всех Матчах;
9) по наибольшему числу побед во всех гостевых Матчах;
10) по наибольшему числу мячей, забитых во всех гостевых Матчах;
11) по меньшему количеству дисциплинарных очков с учётом только жёлтых и красных карточек, полученных игроками Команды в Матчах Соревнования (красная карточка = 3 очка, жёлтая карточка = 1 очко, удаление за 2 (две) жёлтые карточки в одном матче = 3 очка);
12) по жребию.
Пункт 3.5.2. В случае равенства очков в Соревновании у 3 (трех) и более Команд, которые сыграли между собой разное количество Матчей, их места в текущей турнирной таблице Соревнования определяются по следующим показателям последовательно в указанном порядке:
1) по наибольшему числу побед во всех Матчах;
2) по лучшей разности забитых и пропущенных мячей во всех Матчах;
3) по наибольшему числу забитых мячей во всех Матчах;
4) по наибольшему числу побед во всех гостевых Матчах;
5) по наибольшему числу мячей, забитых во всех гостевых Матчах;
6) по жребию.
Пункт 3.5.3. В случае, когда по одному из критериев в указанной последовательности (в п.п. 3.5.1 и 3.5.2 настоящего Регламента) одна/несколько из Команд имеет(ют) худший показатель, она(и) занимает(ют) наиболее низкую позицию в таблице относительно данных рассматриваемых Команд, а в случае, когда одна/несколько из Команд имеет(ют) лучший показатель, она(они) занимает(ют) наиболее высокую позицию в таблице относительно данных рассматриваемых Команд. Применение критериев для дальнейшего определения мест между оставшимися из указанных Команд или несколькими командами с одинаковым худшим/лучшим показателем начинается сначала до тех пор, пока все Команды в таком порядке не будут распределены в таблице.

1. 1 2  Очки в матчах между собой: Ленинградец ― 4, Волгарь ― 1

### Результаты по турам
| Тур   | 01 | 02 | 03 | 04 | 05 | 06 | 07 | 08 | 09 | 10 | 11 | 12 | 13 | 14 | 15 | 16 | 17 | 18 | 19 | 20 | 21 | 22 | 23 | 24 | 25 | 26 | 27 | 28 | 29 | 30 | 31 | 32 | 33 | 34 |
| ----- | -- | -- | -- | -- | -- | -- | -- | -- | -- | -- | -- | -- | -- | -- | -- | -- | -- | -- | -- | -- | -- | -- | -- | -- | -- | -- | -- | -- | -- | -- | -- | -- | -- | -- |
| Поле  | Д  | В  | В  | Д  | Д  | В  | Д  | В  | В  | Д  | Д  | В  | Д  | Д  | В  | Д  | В  | В  | Д  | В  | Д  | Д  | В  | В  | Д  | В  | Д  | В  | В  | Д  | Д  | В  | Д  | В  |
| Итог  | П  | П  | П  | В  | Н  | П  | П  | Н  | П  | П  | Н  | П  | В  | В  | П  | Н  | В  | П  | Н  | В  | П  | Н  | П  | П  | Н  | П  | П  | П  | П  | Н  | П  | П  | П  | П  |
| Место | 13 | 17 | 18 | 16 | 16 | 17 | 16 | 16 | 17 | 17 | 17 | 17 | 17 | 17 | 17 | 17 | 16 | 17 | 18 | 15 | 16 | 17 | 17 | 17 | 17 | 17 | 17 | 18 | 18 | 18 | 18 | 18 | 18 | 18 |

Последнее обновление: 25 мая 2024.
Источник: Матчи

Поле: Д = дома; В = на выезде. Итог: Н = ничья; П = команда проиграла; В = команда выиграла; О = матч отложен.

### Статистика выступлений
| Итого | Итого | Итого | Итого | Итого | Итого | Итого | Итого | Дома | Дома | Дома | Дома | Дома | Дома | На выезде | На выезде | На выезде | На выезде | На выезде | На выезде |
| И     | О     | В     | Н     | П     | МЗ    | МП    | РМ    | В    | Н    | П    | МЗ   | МП   | РМ   | В         | Н         | П         | МЗ        | МП        | РМ        |
| ----- | ----- | ----- | ----- | ----- | ----- | ----- | ----- | ---- | ---- | ---- | ---- | ---- | ---- | --------- | --------- | --------- | --------- | --------- | --------- |
| 34    | 23    | 5     | 8     | 21    | 20    | 53    | −33   | 3    | 7    | 7    | 13   | 20   | −7   | 2         | 1         | 14        | 7         | 33        | −26       |

### Матчи
| 16 июля 2023 1 тур | Кубань                                               | 1:2 (0:1) | Енисей (Красноярск)        | Краснодар                                                          |
| 18:00 МСК | Левин 10' 47′ · Байрыев 38' · Чуперка 41' · Лаук 84' | Отчёт     | 17′ Орлов · 70′ 89' Стежко | Стадион: Кубань Зрителей: 1 928 Судья: Владимир Москалёв (Воронеж) |
| Кубань: Нестеренко, Байрыев, Осипов, Таказов (Темников 57'), Жилов, Смирнов (Веденеев 75'), Махатадзе, Чуперка (Безденежных 66'), Левин (Муталиев 66'), Кертанов (Мосейчук 46'), Лаук. Главный тренер: Александр Григорян. Енисей: Ставер, Стежко, Феррейра, Бардыбахин, Марков (Масловский 33'), Иванов, Раздорских, Ломакин, Орлов (Глушков 46'), Канаплин, Логуа (Луташев 80'). Главный тренер: Эдуард Штейнбрехер. |                                                      |           |                            |                                                                    |

| 23 июля 2023 2 тур | КАМАЗ (Набережные Челны)                     | 2:0 (1:0) | Кубань                                                                                             | Набережные Челны                                    |
| 17:00 МСК | Гаглоев 39′ · Мануйлов 87′ · Почивалин 90+5' | Отчёт     | 4' Смирнов · 17' Левин · 62' Жилов · 71' Чуперка · 90+2' Таказов · 90+5' Абдоков · 90+6' Махатадзе | Стадион: КАМАЗ Судья: Иван Сараев (Санкт-Петербург) |
| КАМАЗ: Анисимов, Мануйлов, Полюткин (Ратников 77'), Пальцев, Почивалин, Бадртдинов, Родин, Кириллов, Горелов (Фартуна 83'), Гаглоев (Борисенко 64', Ермолаев 83'), Арустамян (Щербатюк 64'). Главный тренер: Владимир Клонцак. Кубань: Нестеренко, Смирнов, Таказов, Осипов, Жилов, Темников (Кертанов 72'), Махатадзе, Чуперка, Левин (Муталиев 72'), Мосейчук (Абдоков 60'), Лаук (Кенфак 84'). Главный тренер: Александр Григорян. |                                              |           | |                                                     |

| 30 июля 2023 3 тур | Динамо (Махачкала)                                                        | 2:0 (1:0) | Кубань          | Махачкала                                                                          |
| 19:00 МСК | Ковачевич 33' · Юсупов 37' · Р. Магомедов 43′ · Глушков 72′ · Шумахов 77' | Отчёт     | 58' Безденежных | Стадион: им. Елены Исинбаевой Зрителей: 4 100 Судья: Александр Машлякевич (Москва) |
| Динамо: Т. Магомедов, Шумахов, Кагермазов (Сундуков 82'), Храмцов (Сандрачук 81'), Ковачевич, Алибеков, Р. Магомедов (Сердеров 76'), Юсупов, Глушков (Абдуллахи 76'), Лисакович, Касинтура. Главный тренер: Курбан Бердыев. Кубань: Нестеренко, Темников, Таказов (Веденеев 60'), Осипов, Жилов, Махатадзе, Кертанов (Чуперка 64'), Безденежных, Муталиев (Левин 46'), Мосейчук (Кенфак 64'), Лаук (Смирнов 74'). Главный тренер: Александр Григорян. |                                                                           |           |                 |                                                                                    |

| 6 августа 2023 4 тур | Кубань                                                      | 2:0 (0:0) | Волгарь (Астрахань) | Краснодар                                                               |
| 18:30 МСК | Безденежных 38' · Абдоков 50′ (пен.), 72′ · Махатадзе 90+1' | Отчёт     | 35' Хомуха          | Стадион: Кубань Зрителей: 1 503 Судья: Ранэль Зияков (Набережные Челны) |
| Кубань: Нестеренко, Темников, Веденеев, Осипов, Жилов, Махатадзе, Кертанов (Абдоков 27'), Безденежных (Чуперка 71'), Левин (Гурфов 71'), Кенфак (Мосейчук 46'), Лаук (Муталиев 77'). Главный тренер: Александр Григорян. Волгарь: Одоевский, Хомуха, Шайхтдинов, Зуев, Шакуро, Атабаев, Клёнкин (Анисимов 77'), Мартовой (Косарев 86'), Ушатов (Прошкин 86'), Жамалетдинов (Полубояринов 77'), Пушкарёв (Гогричиани 56'). Главный тренер: Анвер Конеев. |                                                             |           |                     |                                                                         |

| 12 августа 2023 5 тур | Кубань                    | 0:0 (0:0) | Сокол (Саратов)         | Краснодар                                                         |
| 18:30 МСК | Темников 45' · Кенфак 56' | Отчёт     | 12' Сасин · 67' Югалдин | Стадион: Кубань Зрителей: 2 241 Судья: Максим Перезва (Раменское) |
| Кубань: Нестеренко, Осипов, Веденеев, Темников, Фаттахов, Безденежных (Чуперка 71'), Махатадзе, Абдоков, Левин (Мосейчук 46', Муталиев 63'), Гурфов (Кенфак 46'), Лаук. Главный тренер: Александр Григорян. Сокол: Косаревский, Молодцов, Абазов, Евдокимов, Гудков (Караев 71'), Сериков (Леонтьев 84'), Мальцев, Козловский, Сасин (Югалдин 61'), Бабаев (Морозов 71'), Ежков. Главный тренер: Денис Бояринцев. |                           |           |                         |                                                                   |

| 19 августа 2023 6 тур | Шинник (Ярославль)                                                                                  | 1:0 (1:0) | Кубань                                                | Ярославль                                                                 |
| 17:00 МСК | Самойлов 30′ (пен.) · Довбня 45+1' · Семёнов 57' 90+4' · Ставпец 82' · Малыхин 86' · Гащенков 90+1' | Отчёт     | 53' Веденеев · 71' Осипов · 80' Таказов · 86' Абдоков | Стадион: Шинник Зрителей: 2 973 Судья: Дмитрий Стрельцов (Ростов-на-Дону) |
| Шинник: Довбня, Шадринцев, Семёнов, Котин, Зинков (Алейников 60'), Емельянов, Самсонов (Гащенков 84'), Самойлов, Соколов (Малыхин 75'), Малахов (Ставпец 60'), Рубцов. Главный тренер: Дмитрий Хомуха. Кубань: Нестеренко, Темников, Веденеев, Осипов, Фаттахов (Мамтов 80'), Махатадзе (Безденежных 80'), Чуперка, Гурфов, Левин (Абдоков 31'), Кенфак (Жилов 46'), Лаук (Таказов 74'). Главный тренер: Александр Григорян. | |           |                                                       |                                                                           |

| 26 августа 2023 7 тур | Кубань      | 0:1 (0:1) | Алания (Владикавказ)            | Краснодар                                                      |
| 18:30 МСК | Таказов 83' | Отчёт     | 11′ Машуков · 45+1' Гиоргобиани | Стадион: Кубань Зрителей: 2 998 Судья: Михаил Черемных (Пермь) |
| Кубань: Нестеренко, Таказов, Байрыев, Жилов, Темников, Махатадзе, Гурфов, Абдоков, Кенфак (Муталиев 65'), Левин, Лаук (Чуперка 46'). Главный тренер: Александр Григорян. Алания: Солдатенко, Багаев, Шавлохов, Плиев, Хабалов (Бутаев 64'), Цаллагов, Чочиев (Цараев 64'), Тарба (Мельников 81'), Царукян (Гурциев 64'), Гиоргобиани, Машуков (Засеев 81'). Главный тренер: Олег Василенко. |             |           |                                 |                                                                |

| 2 сентября 2023 8 тур | Химки                                                     | 1:1 (1:1) | Кубань                         | Химки                                                                |
| 18:00 МСК | Магомедов 7' · Яковлев 28′ · Нетфуллин 44' · Степанов 83' | Отчёт     | 15′ Левин · 33' 90+5' Фаттахов | Стадион: Арена Химки Зрителей: 932 Судья: Юрий Карпов (Петрозаводск) |
| Химки: Обухов, Волков, Степанов (Мохаммад 90+2'), Варатынов, Исаенко (Голубович 75'), Терехов, Нетфуллин, Магомедов (Мелентиевич 67'), Корян (Хосонов 46'), Берковский, Яковлев (Руденко 67'). Главный тренер: Андрей Талалаев. Кубань: Нестеренко, Таказов, Байрыев, Жилов, Фаттахов, Махатадзе (Лаук 42'), Гурфов (Темников 46'), Абдоков, Кенфак (Смирнов 74'), Левин, Чуперка. Главный тренер: Александр Григорян. |                                                           |           |                                |                                                                      |

| 9 сентября 2023 9 тур | Нефтехимик (Нижнекамск)                                                 | 2:1 (1:1) | Кубань           | Нижнекамск                                                             |
| 18:00 МСК | Денисов 5′ 90+7' · Шоркин 52' · Котов 55′ · Першин 90+5' · Ещенко 90+6' | Отчёт     | 90+7' Нестеренко | Стадион: Нефтехимик Зрителей: 803 Судья: Александр Машлякевич (Москва) |
| Нефтехимик: Ещенко, Котов, Кахидзе (Бердников 81'), Ситдиков, Шоркин, Зорин, Денисов, Кокоев (Першин 72'), Петров, Джамилов (Галиулин 90+2'), Котик (Шарифуллин 90+2'). Главный тренер: Кирилл Новиков. Кубань: Нестеренко, Веденеев (Мамтов 74'), Таказов, Осипов, Смирнов, Темников, Жилов (Бакалюк 63'), Чуперка, Абдоков, Левин, Лаук (Кенфак 63'). Главный тренер: Александр Григорян. |                                                                         |           |                  |                                                                        |

| 17 сентября 2023 10 тур | Кубань                 | 0:1 (0:1) | Акрон (Тольятти)             | Краснодар                                                               |
| 16:00 МСК | Левин 5' · Чуперка 60' | Отчёт     | 38' 45+1' Галкин · 44′ Понсе | Стадион: Кубань Зрителей: 1 670 Судья: Игорь Низовцев (Нижний Новгород) |
| Кубань: Нестеренко, Темников, Веденеев, Осипов, Смирнов, Чуперка (Грузнов 62'), Абдоков, Кенфак (Рейхмен 56'), Левин (Шарипов 62'), Бакалюк (Мосейчук 62'), Лаук (Байрыев 87'). Главный тренер: Вадим Евсеев. Акрон: Волков, Данилкин, Анджелкович, Бокоев, Савичев, Чудин, Хубаев, Макаров (Димоски 69'), Килин (Апеков 78'), Галкин, Понсе (Погосов 78'). Главный тренер: Евгений Калешин. |                        |           |                              |                                                                         |

| 23 сентября 2023 11 тур | Кубань                                              | 1:1 (0:1) | Тюмень    | Краснодар                                                               |
| 16:00 МСК | Левин 32' · Темников 44' · Кенфак 83' · Грузнов 88′ | Отчёт     | 44′ Шитов | Стадион: Кубань Зрителей: 1 896 Судья: Иван Абросимов (Санкт-Петербург) |
| Кубань: Нестеренко, Темников, Веденеев, Осипов, Смирнов, Шарипов (Кертанов 75'), Абдоков, Рейхмен (Безденежных 68'), Левин (Кенфак 46'), Бакалюк (Мосейчук 24'), Лаук (Грузнов 62'). Главный тренер: Вадим Евсеев. Тюмень: Любаков, Бем, Байтуков, Печёнкин, Синяк (Маркелов 30'), Петров (Болотов 46'), Самойлов, Балахонцев (Шадрин 60'), Касаткин (Мырзаков 68'), Шитов (Кобялко 60'), Порохов. Главный тренер: Игорь Меньщиков. |                                                     |           |           |                                                                         |

| 1 октября 2023 12 тур | СКА-Хабаровск               | 2:0 (2:0) | Кубань   | Хабаровск                                                                    |
| 7:00 МСК | Кожемякин 20′ · Никитин 25′ | Отчёт     | 80' Лаук | Стадион: имени В.И. Ленина Зрителей: 1 033 Судья: Алексей Лапатухин (Москва) |
| СКА-Хабаровск: Имамов, Мусалов, Покидышев, Кожемякин, Петров, Савинов, Симонян, Никитин (Стародуб 81'), Бегун (Корнюшин 57'), Гонгапшев (Шипунов 81'), Алиев (Кутовой 46', Шарль 81'). Главный тренер: Роман Шаронов. Кубань: Нестеренко, Осипов, Веденеев, Смирнов (Темников 46'), Мосейчук, Кенфак, Фаттахов, Шарипов, Безденежных (Абдоков 46'), Чуперка (Бакалюк 63'), Грузнов (Лаук 71'). Главный тренер: Вадим Евсеев. |                             |           |          |                                                                              |

| 8 октября 2023 13 тур | Кубань                                     | 1:0 (0:0) | Родина (Москва) | Краснодар                                                          |
| 17:30 МСК | Безденежных 57' · Смирнов 86' · Лаук 90+1′ | Отчёт     | 90+3' Бакаев    | Стадион: Кубань Зрителей: 859 Судья: Егор Егоров (Нижний Новгород) |
| Кубань: Нестеренко, Веденеев, Байрыев, Жилов (Кенфак 80'), Безденежных, Фаттахов, Абдоков, Мосейчук (Рейхмен 63'), Шарипов (Чуперка 76'), Левин (Смирнов 79'), Грузнов (Лаук 76'). Главный тренер: Вадим Евсеев. Родина: Шакеров, Крижан, Клещенко, Сокол, Юдинцев, Самко (Шильцов 65'), Фищенко, Уэсли, Гордюшенко (Бакаев 55'), Калмыков, Тимошенко (Турищев 78'). Главный тренер: Дмитрий Парфёнов. |                                            |           |                 |                                                                    |

| 14 октября 2023 14 тур | Кубань                                             | 2:1 (0:0) | Торпедо (Москва)               | Краснодар                                                             |
| 17:30 МСК | Фаттахов 8' · Веденеев 87' · Мосейчук 69′, 89′ 90' | Отчёт     | 89′ Стефанович · 90+4' Бородин | Стадион: Кубань Зрителей: 1 273 Судья: Евгений Галимов (Екатеринбург) |
| Кубань: Нестеренко, Веденеев, Байрыев, Жилов (Смирнов 46'), Безденежных (Чуперка 59'), Фаттахов (Таказов 76'), Рейхмен, Мосейчук, Шарипов (Бакалюк 71'), Левин, Грузнов (Лаук 76'). Главный тренер: Вадим Евсеев. Торпедо: Бабурин, Шевченко, Журавлёв, Бородин, Калугин (Червяков 75'), Енин, Чурич, Манелов, Полоз (Горбунов 71'), Гонгадзе (Лебеденко 71'), Стефанович. И.о. главного тренера: Артём Горлов. |                                                    |           |                                |                                                                       |

| 22 октября 2023 15 тур | Арсенал (Тула)                                                  | 3:1 (1:1) | Кубань                                   | Тула                                                                  |
| 18:00 МСК | Макаров 6′ 23' · Ткачёв 58' · Барков 86′ · Окоронкво 89′ (пен.) | Отчёт     | 19′ Абдоков · 48' Шарипов · 89' Веденеев | Стадион: Арсенал Зрителей: 1 890 Судья: Владимир Сельдяков (Балашиха) |
| Арсенал: Кокарев, Ботака-Иобома, Нижегородов (Большаков 78'), Коротков, Попов, Кайнов, Макаров (Ндука 90+1'), Лёвин, Ткачёв (Барков 63'), Гелоян (Хабибов 90+1'), Окоронкво (Халназаров 90+1'). Главный тренер: Александр Сторожук. Кубань: Нестеренко, Байрыев, Веденеев, Смирнов, Рейхмен (Чуперка 46'), Абдоков (Бакалюк 71'), Мосейчук, Фаттахов, Шарипов (Кертанов 68'), Безденежных (Левин 46'), Грузнов (Лаук 87'). Главный тренер: Вадим Евсеев. |                                                                 |           |                                          |                                                                       |

| 28 октября 2023 16 тур | Кубань                                  | 2:2 (1:2) | Черноморец (Новороссийск)                 | Краснодар                                                    |
| 16:30 МСК | Рейхмен 21′ · Кенфак 56′ · Темников 86' | Отчёт     | 8′ Маклаков · 39′ Руденко · 59' Магомедов | Стадион: Кубань Зрителей: 4 393 Судья: Игорь Панин (Дмитров) |
| Кубань: Терновский, Жилов (Смирнов 70'), Байрыев, Веденеев, Темников, Махатадзе (Абдоков 46'), Рейхмен, Мосейчук, Кенфак (Левин 70'), Чуперка (Безденежных 78'), Лаук (Грузнов 59'). Главный тренер: Вадим Евсеев. Черноморец: Фролкин, Маклаков, Гречкин, Фомин, Гараев, Антонов, Коробов, Магомедов, Саадуев (Будагян 59'), Гурченко, Руденко (Делькин 76'). Главный тренер: Константин Зырянов. |                                         |           |                                           |                                                              |

| 5 ноября 2023 17 тур | Ленинградец (Ленинградская область)       | 0:1 (0:1) | Кубань                                      | Санкт-Петербург                                                        |
| 18:00 МСК | Каптилов 30' · Суханов 40' · Розманов 88' | Отчёт     | 9′ Чуперка · 59' Смирнов · 90+5' Терновский | Стадион: Петровский Зрителей: 481 Судья: Александр Машлякевич (Москва) |
| Ленинградец: Карабашев, Микушин, Беляев, Каптилов, Хитяев, Суханов, Шепелев, Казаков (Горелишвили 74'), Ильин (Розманов 74'), Бачинский, Маркин (Жиронкин 74'). Главный тренер: Сергей Кирьяков. Кубань: Терновский, Жилов, Осипов, Таказов, Смирнов (Фаттахов 61'), Рейхмен (Шарипов 83'), Мосейчук, Кенфак (Левин 70'), Безденежных, Чуперка (Махатадзе 70'), Грузнов (Лаук 61'). Главный тренер: Вадим Евсеев. |                                           |           |                                             |                                                                        |

| 12 ноября 2023 18 тур | Тюмень                                    | 3:0 (1:0) | Кубань | Тюмень                                                         |
| 16:00 МСК | Коротаев 41′ · Байтуков 55′ · Чуканов 81′ | Отчёт     |        | Стадион: Геолог Зрителей: 2 925 Судья: Владимир Фалов (Москва) |
| Тюмень: Любаков, Бем, Байтуков, Печёнкин, Коротаев (Касаткин 85'), Маркелов, Самойлов, Дружинин (Петров 71'), Шитов (Балахонцев 61'), Порохов (Кобялко 85'), Татаринов (Чуканов 71'). Главный тренер: Игорь Меньщиков. Кубань: Терновский, Осипов, Жилов (Смирнов 75'), Таказов, Рейхмен, Мосейчук, Кенфак (Левин 46'), Фаттахов, Безденежных (Махатадзе 78'), Чуперка (Шарипов 46'), Грузнов (Абдоков 46'). Главный тренер: Вадим Евсеев. |                                           |           |        |                                                                |

| 19 ноября 2023 19 тур | Кубань                                                                          | 1:1 (1:0) | СКА-Хабаровск                                  | Краснодар                                                  |
| 15:30 МСК | Байрыев 4′ 59' · Мосейчук 44' · Безденежных 56' · Терновский 58' · Темников 62' | Отчёт     | 3' Подберёзкин · 73' Покидышев · 90+3′ Симонян | Стадион: Кубань Зрителей: 532 Судья: Антон Фролов (Москва) |
| Кубань: Терновский, Жилов, Байрыев, Таказов, Рейхмен (Лаук 63'), Абдоков, Мосейчук (Осипов 63'), Фаттахов (Смирнов 30'), Левин (Нестеренко 63'), Шарипов (Махатадзе 73'), Безденежных. Главный тренер: Вадим Евсеев. СКА-Хабаровск: Сугробов, А. Рукас (Покидышев 31'), Корнюшин (Кутовой 73'), Мусалов, Т. Рукас, Бавин, Симонян, Подберёзкин, Алиев, Бегун, Шарль (Никитин 46'). Главный тренер: Роман Шаронов. |                                                                                 |           |                                                |                                                            |

| 25 ноября 2023 20 тур | Сокол (Саратов)                                                | 1:3 (1:1) | Кубань                               | Саратов                                                          |
| 14:00 МСК | Козловский 28′ · Казанцев 44' 83' · Морозов 44' · Турсунов 73' | Отчёт     | 45+1′, 63′ Грузнов · 44' 48′ Шарипов | Стадион: Локомотив Зрителей: 940 Судья: Ярослав Хромей (Воронеж) |
| Сокол: Косаревский, Молодцов, Абазов, Караев, Козловский (Турсунов 61'), Сасин, Казанцев, Мальцев, Бабаев (Югалдин 61'), Ежков (Озманов 72'), Морозов. Главный тренер: Денис Бояринцев. Кубань: Нестеренко, Жилов (Солоп 90+3'), Байрыев, Таказов, Смирнов, Махатадзе, Рейхмен, Абдоков (Кертанов 90'), Левин (Мосейчук 46'), Шарипов (Бакалюк 90'), Грузнов (Кенфак 79'). Главный тренер: Вадим Евсеев. |                                                                |           |                                      |                                                                  |

| 2 марта 2024 21 тур | Кубань                                               | 0:2 (0:0) | Шинник (Ярославль)                                | Краснодар                                                         |
| 15:00 МСК | Рейхмен 22' · Осипов 31' · Темников 48' · Мусаев 68' | Отчет     | 45+2' Зинков · 49′ (пен.) Андреев · 55′ Алейников | Стадион: Кубань Зрителей: 1 409 Судья: Антон Анопа (Благовещенск) |
| Кубань: Нестеренко, Жилов (Кенфак 59'), Осипов, Таказов, Смирнов, Темников, Мусаев, Шарипов (Махатадзе 46'), Рейхмен (Кертанов 79'), Левин (Соколов 46'), Ежков (Грузнов 67'). Главный тренер: Вадим Евсеев. Шинник: Довбня, Котин, Гогуа, Шадринцев (Низамутдинов 85'), Валиахметов, Голубев, Алейников, Малахов (Семёнов 74'), Саусь, Зинков (Поляков 80'), Андреев (Рубцов 80'). Главный тренер: Дмитрий Черышев. |                                                      |           |                                                   |                                                                   |

| 10 марта 2024 22 тур | Кубань                   | 0:0 (0:0) | Арсенал (Тула) | Краснодар                                                                     |
| 15:00 МСК | Осипов 10' · Таказов 69' | Отчёт     | 76' Мацукатов  | Стадион: Кубань Зрителей: 1 227 Судья: Константин Аверьянов (Санкт-Петербург) |
| Кубань: Нестеренко, Таказов, Осипов, Смирнов, Темников (Левин 72'), Фаттахов, Безденежных (Шарипов 77'), Мусаев, Махатадзе (Рейхмен 60'), Кенфак, Ежков (Грузнов 60'). Главный тренер: Вадим Евсеев. Арсенал: Кокарев, Коротков, Большаков, Ботака-Иобома (Карамарко 81'), Попов, Кайнов, Макаров (Мацукатов 74'), Лёвин, Ткачёв, Гелоян (Зуев 66'), Бахар (Барков 74'). Главный тренер: Александр Сторожук. |                          |           |                |                                                                               |

| 18 марта 2024 23 тур | Родина (Москва)                                                      | 1:0 (0:0) | Кубань | Москва                                                              |
| 19:30 МСК | Тимошенко 51′ · Куликов 53' · Дмитриев 82' · Бакаев 90' · Марсио 90' | Отчёт     |        | Стадион: Сапсан Арена Зрителей: 307 Судья: Ярослав Хромей (Воронеж) |
| Родина: Корякин, Крижан, Сокол, Клещенко, Ориньо, Фищенко, Куликов (Куликов 61'), Султонов (Калмыков 61'), Кузнецов (Марсио 70'), Юшин, Тимошенко (Тананеев 86'). Главный тренер: Франк Артига. Кубань: Нестеренко, Смирнов (Жилов 82'), Веденеев, Осипов, Темников (Соколов 15'), Фаттахов, Безденежных (Левин 61'), Мусаев, Махатадзе (Рейхмен 82'), Кенфак, Грузнов (Ежков 61'). Главный тренер: Вадим Евсеев. |                                                                      |           |        |                                                                     |

| 1 апреля 2024 25 тур | Кубань                                 | 1:1 (0:0) | Динамо (Махачкала) | Краснодар                                                           |
| 19:30 МСК | Фаттахов 1' · Мусаев 47' · Грузнов 73′ | Отчёт     | 10′ Сердеров       | Стадион: Кубань Зрителей: 568 Судья: Евгений Галимов (Екатеринбург) |
| Кубань: Терновский, Жилов (Темников 62'), Осипов, Таказов, Фаттахов (Смирнов 23'), Мусаев (Ежков 46'), Шарипов, Махатадзе (Кертанов 62'), Кенфак, Соколов (Левин 50'), Грузнов. Главный тренер: Вадим Евсеев. Динамо: Т. Магомедов, Шумахов, Кагермазов, Ковачевич, Алибеков, Крачковский, Сердеров (Костюков 72', Р. Магомедов 80'), Юсупов, Глушков (Зинович 80'), Сундуков (Храмцов 66'), Касинтура. Главный тренер: Хасанби Биджиев. |                                        |           |                    |                                                                     |

| 7 апреля 2024 26 тур | Черноморец (Новороссийск)                        | 3:0 (1:0) | Кубань                        | Новороссийск                                                              |
| 16:00 МСК | Будагян 8' 22′ · Антонов 63′ (пен.) · Уридия 73′ | Отчёт     | 46' Безденежных · 86' Грузнов | Стадион: Центральный Зрителей: 9 123 Судья: Владимир Сельдяков (Балашиха) |
| Черноморец: Фролкин, Красильниченко (Воропаев 46'), Мельников, Чичинадзе, Фомин, Гараев (Безчаснюк 74'), Ланин, Енин, Будагян (Гурченко 46'), Родионов (Антонов 61'), Уридия (Пучков 81'). Главный тренер: Вадим Гаранин. Кубань: Терновский, Смирнов, Жилов, Байрыев, Таказов (Веденеев 12'), Темников (Фаттахов 46'), Левин (Ежков 46'), Безденежных, Шарипов (Бакалюк 65'), Кертанов (Рейхмен 72'), Грузнов. Главный тренер: Вадим Евсеев. |                                                  |           |                               |                                                                           |

| 14 апреля 2024 27 тур | Кубань                 | 1:2 (1:1) | КАМАЗ (Набережные Челны)                                                  | Краснодар                                                               |
| 19:00 МСК | Левин 3′ · Рейхмен 58' | Отчёт     | 17′ 52' Полюткин · 33' Гаглоев · 65' Пальцев · 87' Таликин · 89′ Мануйлов | Стадион: Кубань Зрителей: 677 Судья: Дмитрий Стрельцов (Ростов-на-Дону) |
| Кубань: Терновский, Жилов, Веденеев, Смирнов (Фаттахов 46'), Осипов, Безденежных, Махатадзе, Шарипов (Рейхмен 46'), Левин (Ежков 76'), Кертанов (Бакалюк 68'), Грузнов. Главный тренер: Роберт Евдокимов. КАМАЗ: Самок, Пальцев, Полюткин (Иванов 80'), Ратников, Аюкин, Стародуб (Мануйлов 76'), Таликин, Родин, Горелов, Гаглоев (Абдуллаев 76'), Фартуна (Защепкин 76'). Главный тренер: Владимир Клонцак. |                        |           |                                                                           |                                                                         |

| 20 апреля 2024 28 тур | Акрон (Тольятти)                                                                            | 6:0 (1:0) | Кубань     | Жигулёвск                                                      |
| 16:00 МСК | Осипов 30′ (авт.) · Понсе 50′, 64′ · Палиенко 67′ · Данилкин 68′ · Макаров 76' · Галкин 88′ | Отчёт     | 31' Осипов | Стадион: Кристалл Зрителей: 1 137 Судья: Игорь Панин (Дмитров) |
| Акрон: Волков, Анджелкович, Данилкин, Димоски, Савичев (Пестряков 72'), Чудин, Галоян, Палиенко (Макаров 67'), Глушков (Барт 67'), Данилкин (Галкин 80'), Понсе (Эльдарушев 67'). Главный тренер: Заур Тедеев. Кубань: Нестеренко, Смирнов, Осипов (Байрыев 78'), Веденеев, Темников (Фаттахов 69'), Махатадзе (Кертанов 74'), Рейхмен, Бакалюк (Абдоков 69'), Левин, Безденежных, Грузнов (Ежков 69'). Главный тренер: Роберт Евдокимов. |                                                                                             |           |            |                                                                |

| 24 апреля 2024 29 тур | Алания (Владикавказ)             | 3:0 (0:0) | Кубань      | Грозный                                                                 |
| 17:00 МСК | Машуков 63′ · Гаглоев 76′, 90+5′ | Отчёт     | 4' Темников | Стадион: Ахмат Арена Зрителей: 214 Судья: Александр Машлякевич (Москва) |
| Алания: Солдатенко, Багаев, Плиев, Дауров (Тарба 70'), Качмазов, Хабалов (Губиев 85'), Чочиев (Цаллагов 70'), Цараев, Гурциев, Машуков (Гаглоев 73'), Хадарцев (Караев 73'). Главный тренер: Евгений Калешин. Кубань: Нестеренко, Веденеев, Байрыев, Смирнов, Темников, Безденежных, Махатадзе (Абдоков 84'), Рейхмен, Кертанов (Бакалюк 70'), Левин (Кенфак 77'), Ежков (Грузнов 77'). Главный тренер: Роберт Евдокимов. |                                  |           |             |                                                                         |

| 28 апреля 2024 30 тур | Кубань                                                                        | 1:1 (0:1) | Нефтехимик (Нижнекамск)    | Краснодар                                                   |
| 19:00 МСК | Махатадзе 41' · Веденеев 50' · Осипов 85′ 90+3' · Безденежных 87' · Левин 89' | Отчёт     | 42′ Галиулин · 62' Липовой | Стадион: Кубань Зрителей: 627 Судья: Инал Танашев (Нальчик) |
| Кубань: Нестеренко, Смирнов, Осипов, Веденеев, Темников, Безденежных, Махатадзе (Абдоков 79'), Шарипов (Бакалюк 64'), Рейхмен, Кенфак (Левин 72'), Ежков (Грузнов 72'). Главный тренер: Роберт Евдокимов. Нефтехимик: Голубев, Кахидзе (Ситдиков 56'), Шоркин, Сагуткин, Котов (Бердников 56'), Морозов, Галиулин (Петров 46'), Кокоев (Талалай 82'), Шильцов (Емельянов 46'), Джамилов, Липовой. Главный тренер: Кирилл Новиков. |                                                                               |           |                            |                                                             |

| 5 мая 2024 31 тур | Кубань                                                   | 0:2 (0:2) | Ленинградец (Ленинградская область)                      | Краснодар                                                     |
| 18:00 МСК | Кенфак 41' · Осипов 49' · Махатадзе 60' · Мосейчук 90+5' | Отчёт     | 9' 50' Суханов · 23′ Ильин · 38′ Горешвили · 38′ Казаков | Стадион: Кубань Зрителей: 607 Судья: Сергей Куликов (Саранск) |
| Кубань: Нестеренко, Таказов, Осипов, Смирнов (Фаттахов 73'), Темников, Безденежных, Рейхмен, Шарипов (Абдоков 46'), Кенфак (Махатадзе 46'), Левин (Мосейчук 63'), Ежков (Грузнов 63'). Главный тренер: Роберт Евдокимов. Ленинградец: Карабашев, Каптилов, Беляев, Калугин, Хитяев, Суханов, Горешвили, Ильин (Казаков 69'), Шепелев (Апеков 69'), Розманов (Яковлев 70'), Бачинский (Жиронкин 80'). И.о. главного тренера: Максим Астафьев. |                                                          |           |                                                          |                                                               |

| 12 мая 2024 32 тур | Енисей (Красноярск)      | 2:0 (1:0) | Кубань      | Красноярск                                                          |
| 9:00 МСК | Иванов 40′ · Ломакин 75′ | Отчёт     | 61' Смирнов | Стадион: Центральный Зрителей: 3 446 Судья: Владимир Фалов (Москва) |
| Енисей: Ставер, Стежко, Хозин, Бардыбахин, Масловский, Иванов, Раздорских (Феррейра 84'), Мазурин (Марков 53'), Ломакин (Гащенков 84'), Саадуев (Кичин 53'), Окладников (Савельев 77'). Главный тренер: Андрей Тихонов. Кубань: Терновский, Веденеев, Таказов (Солоп 79'), Смирнов, Темников (Фаттахов 68'), Безденежных, Шарипов, Бакалюк (Рейхмен 68'), Абдоков (Левин 46'), Мосейчук, Грузнов (Ежков 46'). Главный тренер: Роберт Евдокимов. |                          |           |             |                                                                     |

| 16 мая 2024 24 тур | Торпедо (Москва)                            | 1:0 (1:0) | Кубань                        | Москва                                                         |
| 19:30 МСК | Стефанович 5′ · Лебеденко 20' · Ботнарь 83' | Отчёт     | 64' Рейхмен · 68' Безденежных | Стадион: Лужники Зрителей: 1 629 Судья: Инал Танашев (Нальчик) |
| Торпедо: Ботнарь, Бородин, Кузьмичёв, Иваньков, Шевченко, Чурич, Костин (Москвичёв 79'), Тугарев (Горбунов 69'), Шамкин (Гуз 88'), Стефанович (Гонгадзе 69'), Лебеденко (Червяков 46'). Главный тренер: Олег Кононов. Кубань: Нестеренко, Веденеев, Таказов (Солоп 46'), Безденежных, Фаттахов, Мосейчук, Шарипов (Махатадзе 69'), Рейхмен, Левин (Бакалюк 69'), Абдоков (Кенфак 46'), Ежков (Грузнов 76'). Главный тренер: Роберт Евдокимов. |                                             |           |                               |                                                                |

| 20 мая 2024 33 тур | Кубань                     | 0:1 (0:1) | Химки                                               | Краснодар                                                       |
| 18:00 МСК | Бакалюк 12' · Темников 60' | Отчёт     | 29′ (пен.) 54' Руденко · 36' Нетфуллин · 55' Волков | Стадион: Кубань Зрителей: 488 Судья: Алексей Лапатухин (Москва) |
| Кубань: Нестеренко, Веденеев, Солоп, Смирнов, Темников (Фаттахов 74'), Безденежных, Шарипов, Бакалюк (Рейхмен 60'), Махатадзе (Таказов 81'), Абдоков (Мосейчук 60'), Ежков (Левин 74'). Главный тренер: Роберт Евдокимов. Химки: Обухов, Юзепчук, Варатынов, Волков, Терехов, Степанов (Мохаммад 81'), Корян (Панченко 81'), Магомедов (Кулишев 43'), Нетфуллин, Абдуллахи (Исаенко 46'), Руденко (Касимов 57'). Главный тренер: Андрей Талалаев. |                            |           |                                                     |                                                                 |

| 25 мая 2024 34 тур | Волгарь (Астрахань)           | 2:0 (2:0) | Кубань       | Астрахань                                                             |
| 13:00 МСК | Жамалетдинов 6′ · Клёнкин 18′ | Отчёт     | 72' Веденеев | Стадион: Центральный Зрителей: 1 117 Судья: Герман Коваленко (Казань) |
| Волгарь: Ямпольский, Кривохижин (Шайхтдинов 69'), Хомуха, Гилязетдинов, Зуев, Обивалин (Шакуро 82'), Павлишин, Клёнкин (Анисимов 69'), Полубояринов (Атабаев 82'), Ткачук (Ушатов 29'), Жамалетдинов. Главный тренер: Денис Клюев. Кубань: Нестеренко, Веденеев, Солоп, Смирнов, Безденежных, Фаттахов (Темников 66'), Шарипов, Бакалюк (Рейхмен 52'), Махатадзе (Гайнов 76'), Левин (Абдоков 46'), Мосейчук (Ежков 46'). Главный тренер: Роберт Евдокимов. |                               |           |              |                                                                       |

## Кубок России
| 27 сентября 2023 4 раунд - 1/32 финала | Амкар (Пермь)                       | 1:1 (4:2 пен.)                       | Кубань                                | Пермь                                                         |
| 16:30 МСК | Мартусевич 38′ (пен.) · Папикян 76' | Отчёт                                | 10′ Левин · 75' Рейхмен · 87' Смирнов | Стадион: Звезда Зрителей: 2 200 Судья: Олег Соколов (Воронеж) |
| | Пенальти                            |                                      |                                       |                                                               |
| Тюкалов · Дёмин · Мартусевич · Раджабов · Морозов |                                     | Абдоков · Левин · Рейхмен · Мосейчук |                                       |                                                               |
| Амкар: Хамхоев, Морозов, Дёмин, Кайков, Игнатьев, Пьянченко, Мартусевич, Захаров (Муталиев 46'), Бурыкин (Раджабов 46'), Папикян (Тюкалов 78'), Матюшенко (Подбельцев 67'). Главный тренер: Иван Черенчиков. Кубань: Терновский, Байрыев, Таказов, Чуперка (Бакалюк 46'), Кертанов (Абдоков 65'), Безденежных (Лаук 65'), Мосейчук, Левин, Фаттахов (Смирнов 74'), Кенфак (Рейхмен 65'), Грузнов. Главный тренер: Вадим Евсеев. |                                     |                                      |                                       |                                                               |